# André Lagasse
André Englebert François Marie Joseph Lagasse (Elsene, 21 maart 1923 - Brussel, 11 augustus 2010) was een Belgisch hoogleraar, volksvertegenwoordiger en senator.

## Jeugd
Lagasse volbracht zijn middelbare studies aan het Sint-Bonifaciuscollege in Elsene. Hij was hiermee klaar toen hij vijftien was. Hij promoveerde tot doctor in de rechten aan de UCL in 1943 en behaalde een bijzondere licentie in de sociale economie en het arbeidsrecht aan de Universiteit van Nancy.
Tijdens de Tweede Wereldoorlog was hij lid van het Geheim Leger en nam in 1944 deel aan de bevrijding van Antwerpen.

## Carrière
In 1948 werd hij assistent aan de rechtsfaculteit van de UCL en in 1949 was hij docent. Vanaf 1958 was hij hoogleraar. Hij doceerde burgerlijk recht, arbeidsrecht en sociale zekerheid, tot aan zijn emeritaat in 1984. Van 1968 tot 1971 was hij decaan van de faculteit.
Hij werd een van de voornaamste strijders tegen de splitsing van de universiteit, maar stond ook mee aan de wieg van de vereniging van Franstalige hoogleraren die het overhevelen van de UCL naar Waals grondgebied wilde voorbereiden.
Hij nam deel aan de stichting van Rénovation Wallonne en zat de Brusselse afdeling ervan voor. In 1964 richtte hij met twaalf andere prominente Brusselaars de FDF op, waarvan hij van 1972 tot 1975 tevens de voorzitter was.
Van 1965 tot 1987 zetelde Lagasse in de Belgische Senaat als rechtstreeks gekozen senator voor het arrondissement Brussel. Al kort na zijn aantreden diende hij in de senaat een wetsvoorstel in over het statuut van Brussel in het kader van de Europese Unie. Na zijn periode als senator was hij van 1987 tot 1991 voor het arrondissement Nijvel lid van de Kamer van volksvertegenwoordigers. Door het toen bestaande dubbelmandaat zetelde hij van 1971 tot 1991 ook in de Cultuurraad voor de Franse Cultuurgemeenschap en daarna de Franse Gemeenschapsraad, waar hij FDF-RW-fractieleider was, en van 1988 tot 1991 in de Waalse Gewestraad.
In de gemeentepolitiek was hij actief als gemeenteraadslid van Brussel-Stad, een mandaat dat hij uitoefende van 1971 tot 1988. In 1971 was hij lijsttrekker van de Rassemblement Bruxellois bij de verkiezingen van de Brusselse Agglomeratieraad van 1971. De partij behaalde de absolute meerderheid van de zetels, waarna Lagasse er voorzitter van werd tot de instelling verdween in 1989.

## Publicaties
- Liberté du travail et liberté syndicale, in: Mélanges en l'honneur de Jean Dabin, Brussel, 1963.
- Pourquoi un peuple devient fédéraliste, in: Le Monde, 22 december 1967.
- Les petits partis sont-ils utiles?, in: Res Publica, 1968.